# Pitcairnia limae
Pitcairnia limae är en gräsväxtart som beskrevs av Lyman Bradford Smith. Pitcairnia limae ingår i släktet Pitcairnia och familjen Bromeliaceae. Inga underarter finns listade i Catalogue of Life.